# 毛德皇后灣 (南喬治亞群島)
毛德皇后灣（英語：Queen Maud Bay），是南極洲的海灣，位於南喬治亞群島，處於努涅斯角以北，寬4公里，在1819年由法比安·戈特利布·馮·別林斯高晉率領的沙皇俄國探險隊繪入地圖，由英國海外領土管轄。